# Conte di Annandale e Hartfell
Conte di Annandale e Hartfell è un titolo della Parìa di Scozia creato nel 1661 per James Johnstone, I conte di Annandale e Hartfell.
Nel 1625, il titolo di Conte di Annandale venne creato per John Murray, ma si estinse alla morte di suo figlio senza eredi.
James Johnstone, figlio di sir James Johnstone, Warden of the West Marches, venne creato lord Johnstone di Lochwood nel 1633, e nel 1643 venne ulteriormente creato Conte di Hartfell. Il figlio di Johnstone, anch'egli di nome James, rinunciò alla propria contea e ricevette come compensazione il titolo di Conte di Annandale e Hartfell nel 1661. William, il secondo conte di Annandale e Hartfell, venne creato Marchese di Annandale nel 1701. Alla morte del terzo marchese nessuno poté provare di avere in pretesa il titolo e pertanto questo divenne quiescente.
Le contee rimasero quiescenti sino a quando Patrick Hope-Johnstone non portò le proprie prove alla Camera dei Lords nel 1985. La Committee for Privileges stabilì che Carlo II d'Inghilterra con il suo documento difatti aveva istituito un nuovo titolo, il quale poi discese anche per via femminile nella persona di lady Henrietta Johnstone (che sposò Carlo, il I conte di Hopetoun) fino a Patrick Hope-Johnstone.
Il conte attuale detiene anche i titoli sussidiari di Lord Johnstone (1662), nella parìa di Scozia.

## Conti di Annandale (1625)
Coi titoli sussidiari di Visconte di Annand e Lord Murray di Lochmaben (c. 1622) e Lord Murray di Tyninghame (1625)
- John Murray, I conte di Annandale (m. 1640)
- James Murray, II conte di Annandale (m. 1658), titolo estinto.

## Conti di Hartfell (1643)
Coi titoli sussidiari di Lord Johnston di Lochwood (1633) e Lord Johnston di Lochwood, Moffatdale e Evandale (1643)
- James Johnstone, I conte di Hartfell (1602–1653)
- James Johnstone, II conte di Hartfell (m. 1672), divenuto Conte di Annandale e Hartfell

## Conti di Annandale e Hartfell (1661)
- James Johnstone, I conte di Annandale e Hartfell (m. 1672)
- William Johnstone, II conte di Annandale e Hartfell (m. 1721) (creato Marchese di Annandale 1701)

## Marchese di Annandale (1701)
- William Johnstone, I marchese di Annandale (m. 1721)
- James Johnstone, II marchese di Annandale (c. 1687–1730)
- George Vanden-Bempde, III marchese di Annandale (1720–1792) (marchesato sulla base del decreto del 1661, con le contee dormienti dal 1792)

## Conti di Annandale e Hartfell (1662)
Titoli sussidiari: Lord Johnstone (1662)
- James Hope-Johnstone, III conte di Hopetoun (1741–1816), de jure V conte di Annandale e Hartfell
- Anne Hope-Johnstone (1768–1818) de jure VI contessa di Annandale e Hartfell
- John James Hope-Johnstone (1796–1876) de jure VII conte di Annandale e Hartfell
- John James Hope-Johnstone (1842–1912) de jure VIII conte di Annandale e Hartfell
- Evelyn Wentworth Hope-Johnstone (1879–1964) de jure IX conte di Annandale e Hartfell
- Percy Wentworth Hope-Johnstone (1909–1983) de jure X conte di Annandale e Hartfell
- Patrick Andrew Wentworth Hope-Johnstone, XI conte di Annandale e Hartfell (n. 1941) (ripristinato nel 1985)

L'erede apparente è il figlio dell'attuale detentore del titolo, David Patrick Wentworth Hope-Johnstone, lord Johnstone (n. 1971).